# Verbőczy Ila
Verbőczy Ila, eredeti neve: Weisz Ilona Erzsébet (Budapest, 1907. október 16. – Budapest, 1968. július 12.) magyar énekművész, operetténekesnő. Férje Forrai György (1907–1984) zeneszerző volt.

## Életpályája
Szülei: Weisz Gyula és Klein Fanni voltak. Rákosi Szidi színésziskolájában tanult. 1929–1930, valamint 1934–1935 között a Király Színház tagja volt. 1930-tól 1931-ig a Terézkörúti Színpad művésze volt. 1931 és 1933 között a Bethlen téri Színpadon szerepelt. 1935-ben a Városi Színházban játszott.
Számos hangversenyen vett részt a Zeneakadémián és állandó szereplője volt a Magyar Rádiónak.
Sírja a Kozma utcai izraelita temetőben található (5B-2-1).

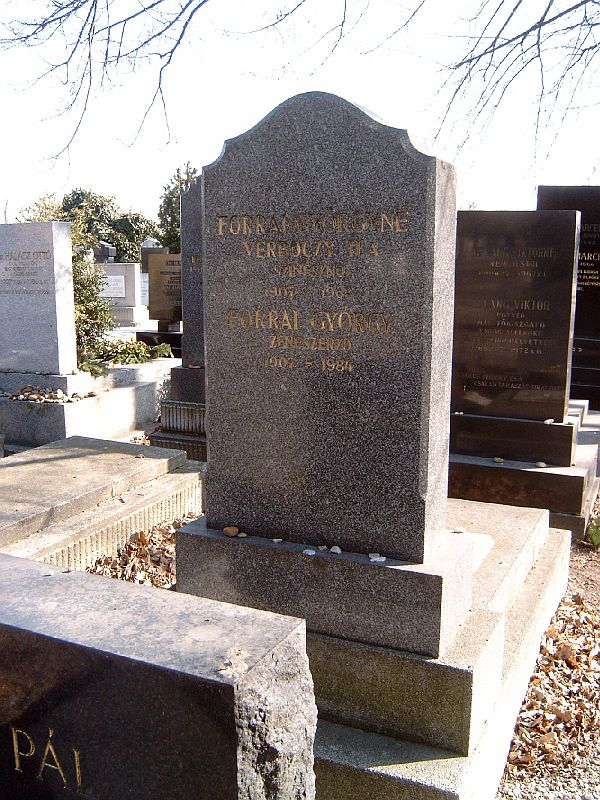
Forrai György (1907–1984) zeneszerző és felesége, Verbőczy Ila énekművész, operetténekesnő sírja Budapesten, Kozma utcai izraelita temető: 5B-2-1.

## Színházi szerepei
- Lehár Ferenc: A víg özvegy....Glavari Hanna
- Strauss: A denevér....Adél
- Schubert–Berté: Három a kislány....Médi